# Emilówka
Emilówka (ukr. Ємелівка) – wieś na Ukrainie w  obwodzie tarnopolskim, w rejonie czortkowskim.
Przynależność administracyjna przed 1939 r.: gmina Kopyczyńce, powiat kopyczyniecki, województwo tarnopolskie.
Do 2020 w rejonie husiatyńskim.